# Xenofrea zischkai
Xenofrea zischkai es una especie de escarabajo longicornio del género Xenofrea, tribu Xenofreini, subfamilia Lamiinae. Fue descrita científicamente por Galileo & Martins en 2012.

## Descripción
Mide 7-12,7 milímetros de longitud.

## Distribución
Se distribuye por Bolivia, Brasil y Ecuador.